# 趙鴻文
趙鴻文，宛平人，清朝政治人物。
乾隆五十七年（1792年），擔任清朝廣州府南海縣知縣。后由李枟接任。